# André Barbes
André Barbes, né le 27 janvier 1844 à Lorgues (Var) et mort le 19 juin 1888 à Cannes, est un journaliste et homme politique français.

## Biographie
Né le 27 janvier 1844 à Lorgues, une commune varoise proche de Draguignan, André-Marie-Joseph Barbe (sans « s ») est le fils de Victorine-Eulalie Vian (1818-1900) et de Jean-Baptiste-Marius Barbe (1820-18..), marchand.
Le 11 juin 1865, à Gênes, André Barbes épouse Louise-Catherine-Léonilda Anselmi, avec laquelle il aura trois enfants. En 1870-1871, Barbes prend part à la Guerre franco-allemande en tant qu'engagé volontaire.
Avocat de formation, André Barbes est surtout connu comme journaliste au service de la cause catholique et légitimiste. En matière sociale, il est un disciple de Le Play.
En 1871, il collabore à L'Union du Var puis à la Gazette du Midi.
En 1873, André Barbes publie Les Traditions nationales, un essai historique et politique prônant le rôle moralisateur et normatif du catholicisme, sous l'influence du Syllabus, ainsi que la restauration de la monarchie française en la personne du comte de Chambord. Cet ouvrage lui vaut la bénédiction apostolique du pape Pie IX, adressée par un bref pontifical daté du 24 novembre 1873.
L'année suivante, il fonde à Chalon-sur-Saône un nouveau journal royaliste, Le Conservateur de Saône-et-Loire. En 1878, Barbes et ses collaborateurs reçoivent la bénédiction apostolique du nouveau pape, Léon XIII.
En 1878, il quitte la Saône-et-Loire pour Paris, où il est attaché à la rédaction du journal légitimiste La France nouvelle, dont le rédacteur en chef est Adrien Maggiolo. Il y rédige non seulement des articles mais également un roman, Les Chantenay, qui paraît en feuilleton dans les colonnes du journal avant d'être publié en volume en 1880.
Barbes est devenu un orateur apprécié dans les réunions légitimistes et certains de ses discours et conférences sont publiés sous forme de brochures. Capitaine au 63e régiment d'infanterie territoriale depuis 1876, il est suspendu disciplinairement de ses fonctions et placé hors cadre pour avoir pris part à un banquet royaliste à l'automne 1879.

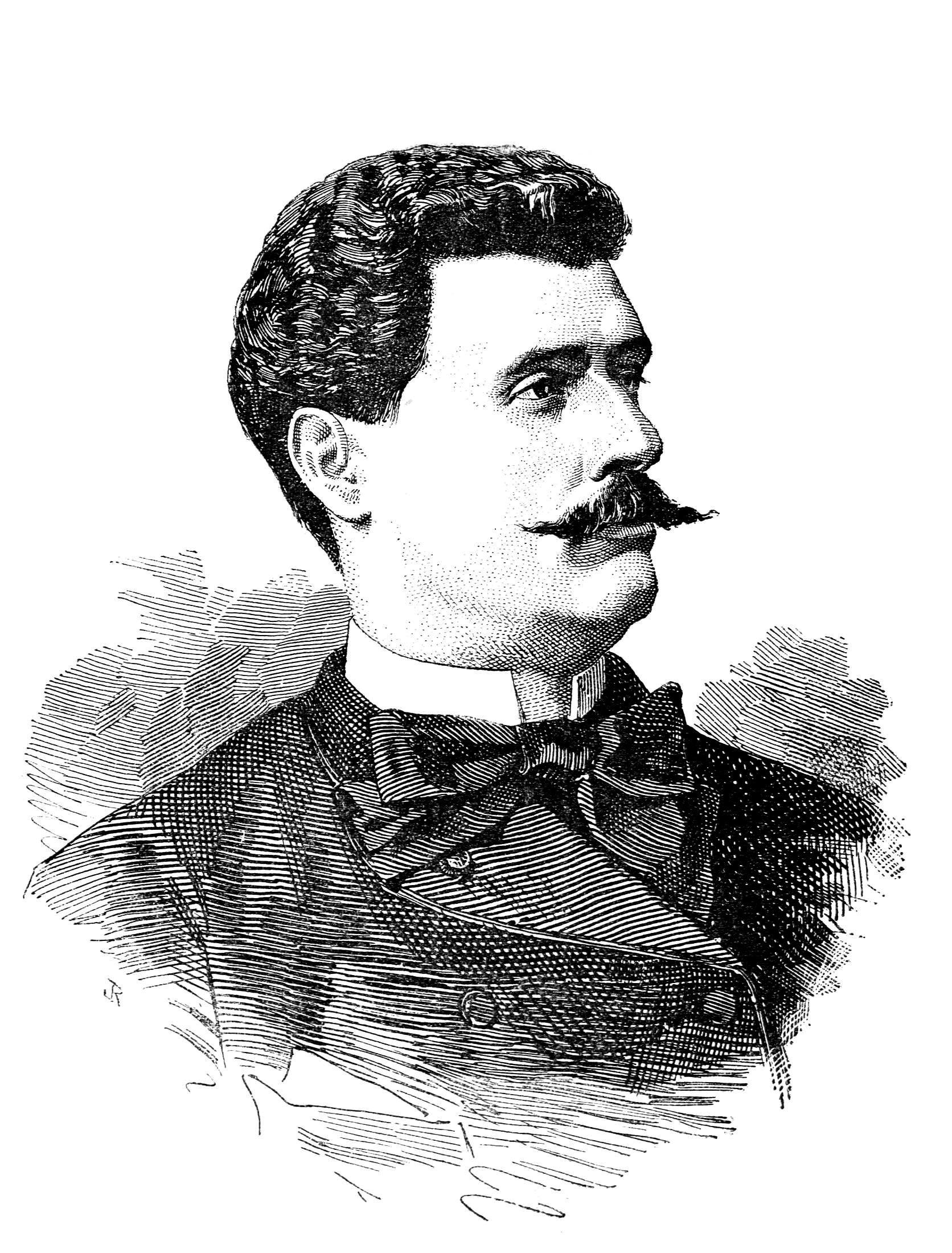
Portrait d'André Barbes publié dans Le Balai du 20 mars 1884.

En vue des élections municipales parisiennes de 1881, Barbes est le candidat des « conservateurs » dans le quartier Saint-Germain-l'Auxerrois, où il affronte le conseiller municipal républicain sortant Léon Réty. Il est notamment soutenu par le député Camille Godelle. Au premier tour, le 9 janvier 1881, Barbes arrive en seconde position avec 590 voix, soit 36 % des votants, derrière Réty (764 voix, soit 47%), mais devant le radical Hippolyte Piétrement (238 voix, soit 15%). Bénéficiant du désistement de ce dernier, Réty est réélu au second tour, le 16 janvier, par 941 voix, soit 63% des votants, contre 548 (37%) au journaliste royaliste.
Tout en continuant d'écrire pour La France nouvelle, Barbes prend en juin 1881 la direction d'un nouvel hebdomadaire conservateur à destination des habitants des campagnes, Le Paysan. La même année, marquée par des élections législatives, il accepte de se présenter dans l'arrondissement de Brignoles contre le député républicain sortant, Amaury Dréo. Ce dernier est réélu au premier tour, le 21 août, par 9 483 voix, contre 4 110 à Barbes. De retour à Paris, Barbes collabore au Clairon de Jules Cornély parallèlement à son poste de rédacteur de la France nouvelle.
Le 25 août 1882, Barbes est nommé chevalier de l'ordre de Charles III d'Espagne. À Brignoles, la mort de Dréo provoque une élection législative partielle le 22 octobre. Les monarchistes font de nouveau appel à Barbes, mais celui-ci décline la candidature au motif que la chambre des députés pourrait être bientôt dissoute. Le candidat républicain, Marius Poulet, est donc élu sans concurrence.

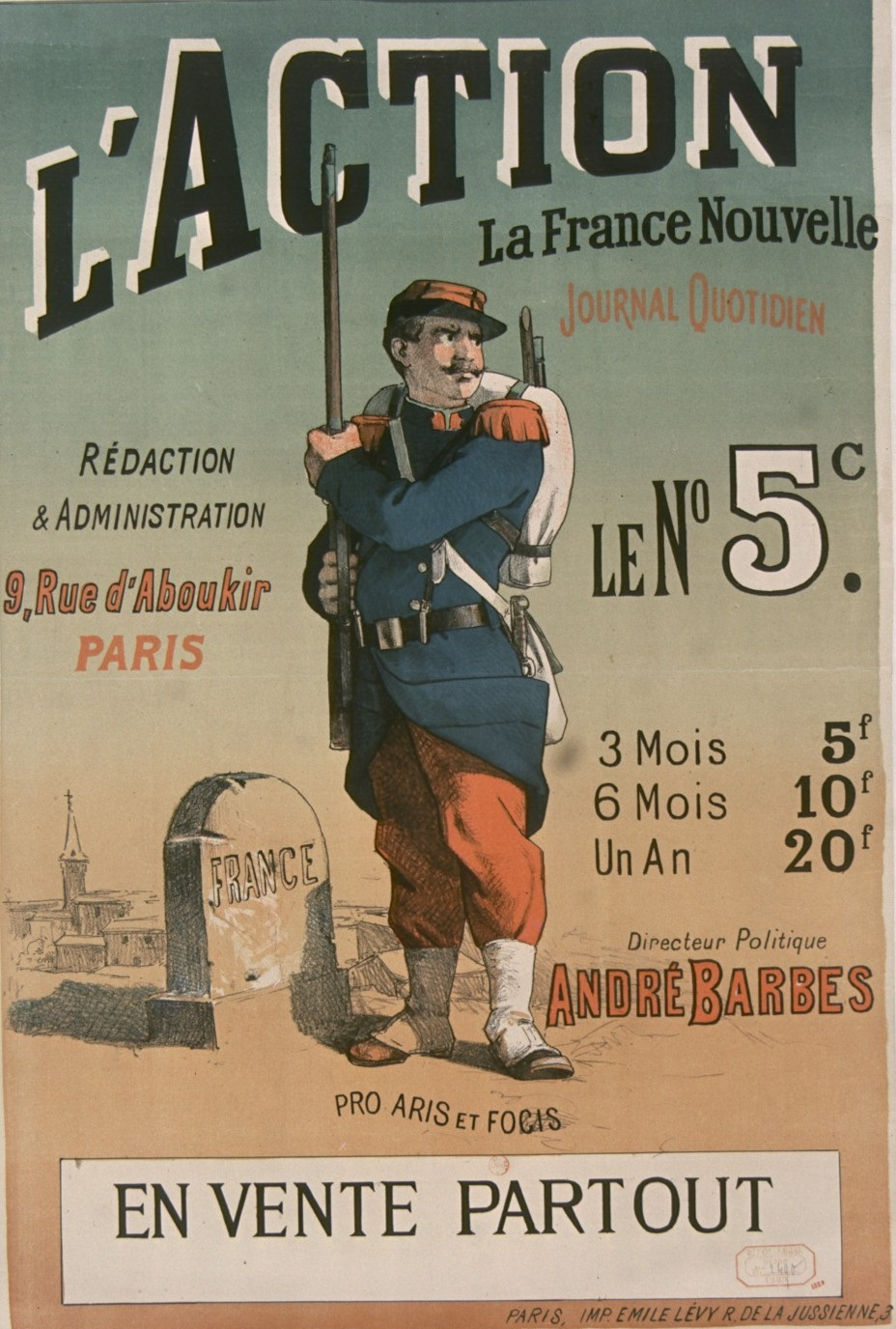
Affiche pour L'Action (1883)

À la fin de l'année 1882, Barbes prend la direction d'un nouveau quotidien royaliste, L'Action politique et sociale. L'été suivant, la société exploitant L'Action et La France nouvelle décide de fusionner les deux journaux sous la direction politique de Barbes.
À la mort du comte de Chambord, survenue le 24 août 1883, Barbes se rallie au comte de Paris, à l'instar de la grande majorité des légitimistes,. En décembre de la même année, il démissionne de ses fonctions de directeur politique et de rédacteur en chef de L'Action - La France nouvelle et reprend sa collaboration au Clairon.
En vue des élections municipales de 1884, le comité conservateur du 1er arrondissement de Paris, présidé par l'ancien maire Jean-David Dettwiller (d), sollicite à nouveau André Barbes. Or, celui-ci préfère se présenter dans sa commune natale et conseille à Dettwiller de présenter aux électeurs du quartier Saint-Germain-l'Auxerrois « le nom d'un industriel et d'un négociant plus naturellement désigné pour les représenter », indiquant ainsi Joseph Odelin, qui avait été l'un de ses soutiens en 1881. À Lorgues, la liste « d'opposition libérale » conduite par Barbes remporte 22 sièges sur 23 : le seul républicain élu est le docteur François Cordouan, conseiller général du canton de Lorgues. Barbes ne sera cependant pas maire immédiatement après le scrutin : il ne sera élu à cette fonction qu'en 1887.
En 1884, Barbes partage la déception et l'inquiétude de plusieurs autres anciens militants légitimistes face au manque d'action du comte de Paris. Il fait état de ces sentiments et de son analyse dans une lettre ouverte au directeur du Matin français qui est largement citée et commentée dans la presse politique. Malgré ces états d'âme, il est à nouveau candidat à la députation à l'occasion des élections législatives de 1885, qui ont lieu au scrutin de liste départemental. Le 14 septembre, le comité monarchiste du Var lui a en effet attribué l'une des quatre places de la liste « conservatrice », aux côtés d'Émile Rigaud, de Louis Baggary, maire de Brignoles, et du contre-amiral Serre. Au premier tour, Barbes et ses colistiers obtiennent plus de 17 000 voix chacun, soit 32% des suffrages. Ils devancent ainsi la liste opportuniste menée par Jules Roche (21%) mais ils sont distancés par la liste radicale conduite par Georges Clemenceau (46%). Au second tour, la liste opportuniste applique la discipline républicaine en se désistant en faveur de la liste radicale, qui est intégralement élue avec environ 34 000 voix, soit 62% des votants, contre près de 20 000 (36%) à Barbes et à ses colistiers.
Souffrant d'une maladie cardiaque, Barbes se rend à la mi-juin 1888 chez son oncle l'abbé Barbes, curé-doyen de Cannes, où il meurt le 19 juin. Il est inhumé dans sa commune natale.

## Œuvres d'André Barbes
- Les Traditions nationales, Paris, Douniol, 1873, 336 p. (consultable en ligne sur HathiTrust).
- Les Chantenay, Paris, Palmé, 1880, 369 p.
- La République devant la question sociale, Paris, Palmé, 1880, 30 p. (consultable en ligne sur Gallica).
- Les Programmes républicains et le programme monarchique. Réunion de l'Élysée-Montmartre, sous la présidence de M. Baragnon, sénateur, Paris, Palmé, 1880, 33 p. (consultable en ligne sur Gallica).
- L'Action royaliste, discours prononcé au cirque de Troyes, le 3 juin 1883, Paris, Palmé, 1883, 16 p.
- La Politique d'un villageois, Paris, Palmé, 1885, 291 p.

## Distinctions
- Chevalier de l'ordre de Charles III (1882)